# OGLE-2005-BLG-169L
OGLE-2005-BLG-169L ist ein 8800 Lichtjahre von der Erde entfernter Roter Zwerg im Sternbild Schütze. Er ist mit einer scheinbaren Helligkeit von 20,4 mag mit dem bloßen Auge auch unter optimalen Beobachtungsbedingungen nicht mehr zu sehen. Im Jahre 2006 entdeckte das OGLE-Projekt einen extrasolaren Planeten, der diesen Stern umkreist. Dieser trägt den Namen OGLE-2005-BLG-169L b.

## Quelle
1. ↑  SIMBAD
2. ↑  SIMBAD